# دانيال سيوغاما تاتا
دانيال سيوغاما تاتا (بالإندونيسية: Daniel Tata)‏ (9 أغسطس 1990 بإندونيسيا - ) هو لاعب كرة قدم إندونيسي في مركز الدفاع. شارك مع منتخب إندونيسيا تحت 23 سنة لكرة القدم. أما مع النوادي، فقد لعب مع برسيبورا جايابورا.

## روابط خارجية
- دانيال سيوغاما تاتا على موقع قاعدة بيانات كرة القدم.إي يو (الإنجليزية)
- دانيال سيوغاما تاتا على موقع Soccerway.com (الإنجليزية)